# NGC 5877
NGC 5877 est constitué de trois étoiles situées dans la constellation de la Balance. L'astronome allemand Julius Schmidt a enregistré la position de ces étoiles le 24 mai 1867.